# ان‌جی‌سی ۷۰۴۲
ان‌جی‌سی ۷۰۴۲ (انگلیسی: NGC 7042) یک کهکشان مارپیچی است که در فاصله حدود ۲۱۰ میلیون سال نوری از ما در صورت فلکی اسب بزرگ واقع شده است. کهکشان NGC 7042 بخشی از یک جفت کهکشان است که شامل کهکشان NGC 7043 است. ستاره شناس ویلیام هرشل NGC 7042 را در ۱۶ اکتبر ۱۷۸۴ کشف کرد.